# Leonarisso/Ziyamet

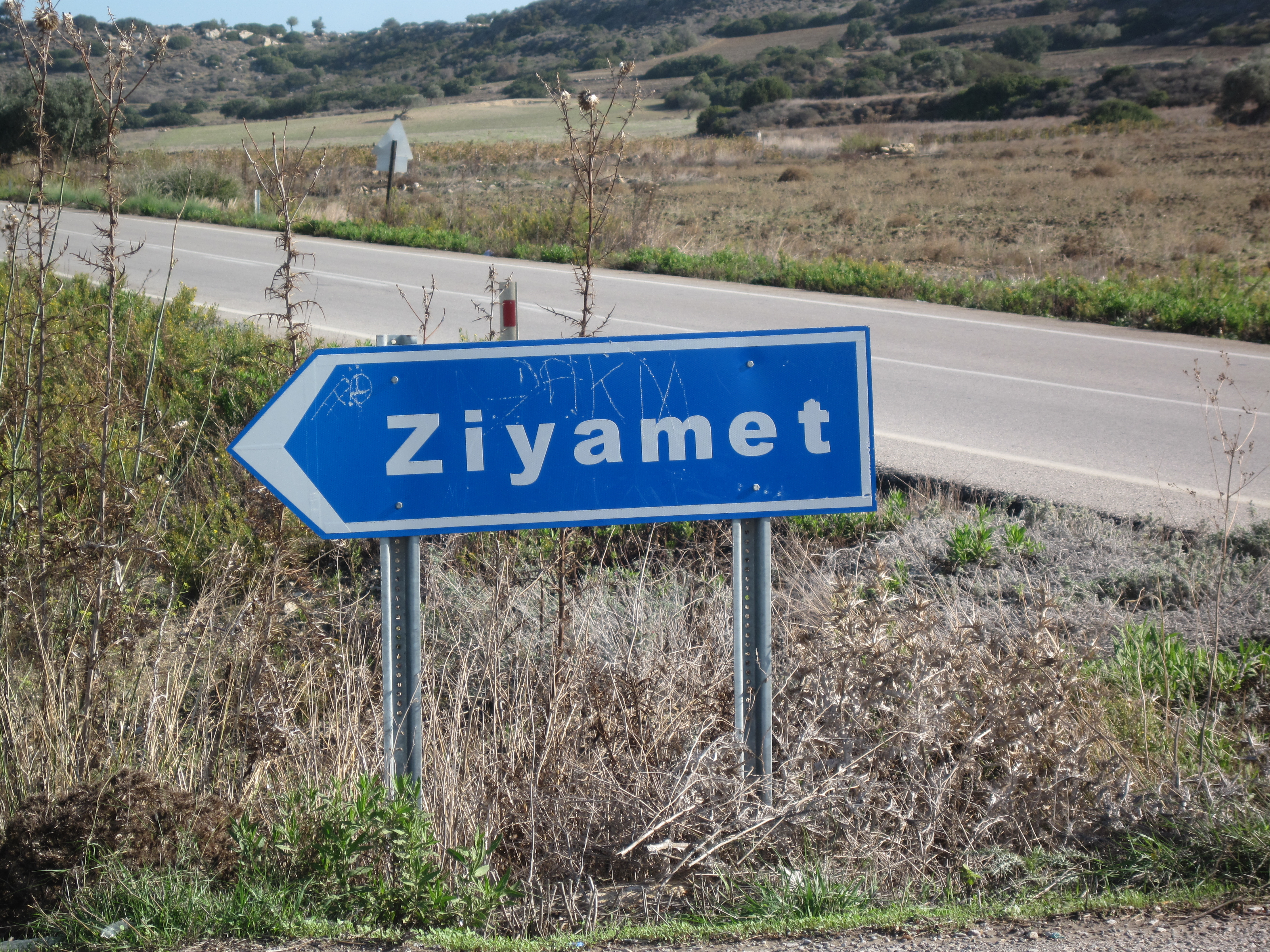
Verkehrsschild, das nur noch den türkischen Namen des Ortes nennt.

Ziyamet (griechisch Λεονάρισσο Leonarisso) ist ein Dorf auf der Karpas-Halbinsel im Norden der Mittelmeerinsel Zypern. Die Gemeinde liegt im Distrikt İskele der Türkischen Republik Nordzypern. Der Ort hatte 2011 739 Einwohner.

## Geographie
Leonarisso/Ziyamet liegt auf der Karpas-Halbinsel, zehn Kilometer südwestlich von Yialousa/Yeni Erenköy.

## Geschichte
Leonarisso war vor der Besetzung des Norden Zyperns durch türkische Streitkräfte mehrheitlich von Zyperngriechen bewohnt. Bei der Volkszählung 1960 wurden 707 Zyperngriechen gezählt, 1973 waren es 617. Etwa die Hälfte der Bewohner floh während des Einmarschs der türkischen Armee. Im Oktober 1976 zählte man lediglich 333 Zyperngriechen, 1980 waren es nur noch 30. Die UNFICYP hat bis heute einen Posten im Dorf, allerdings leben inzwischen keine Zyperngriechen mehr in Ziyamet. 

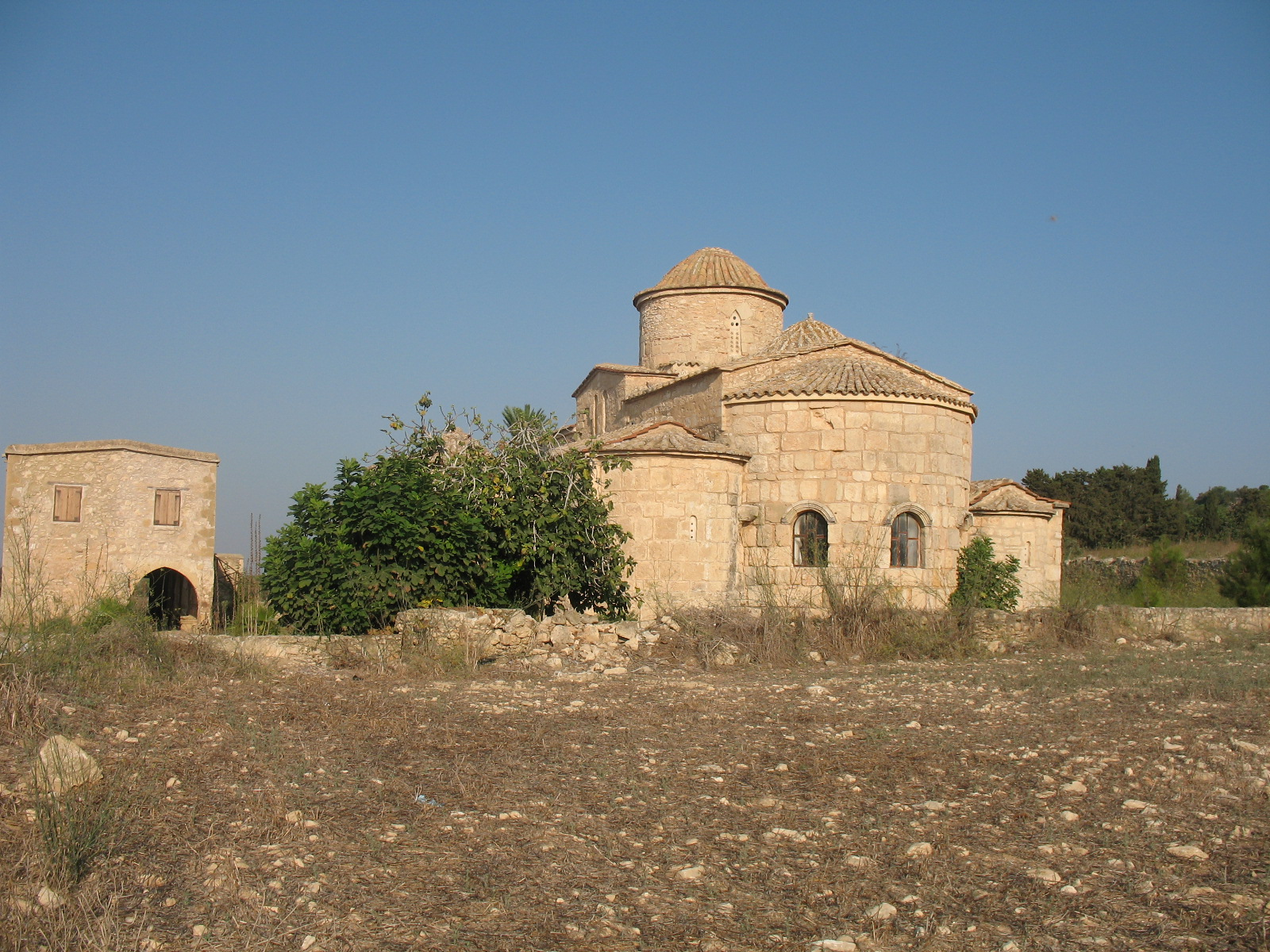
Byzantinische Kirche Sankt Demetrios in Leonarisso

Nach der Besetzung siedelten sich Zyperntürken sowie Türken aus der Türkei im Ort an. Die meisten kamen aus Adana, Bitlis, Muş, Osmaniye, Araklı (Trabzon) und Kağızman (Kars). 2006 zählte man 715 Zyperntürken, 2011 waren es 739.